# Heinrich Ferenc (építész)
Heinrich Ferenc (Budapest, 1943. február 21. – Budapest, 2024. január 15.) Ybl Miklós-díjas magyar építész.

## Tanulmányai
Középiskolai tanulmányait a Budapesti Piarista Gimnáziumban végezte 1957 és 1961 között. Ezt követően felvételt nyert az Építőipari és Közlekedési Műszaki Egyetem Építészmérnöki Karára, ahol 1966-ban sikeresen diplomázott. 1972-ben szociológia szakon tanult a Marxizmus-Leninizmus Esti  Egyetemen, szociológus diplomáját 1976-ban vette át.

## Életútja
1968-1987 között a LAKÓTERV tervezője, irányító tervezője és műteremvezetőjeként dolgozott. Fő tevékenységi területe lakótelepek komplex (generál) tervezése és az épületek építész terveinek elkészítése (mintegy 20.000 lakás és különféle kommunális épületek). 1987-1992 között a GYŐRITERV, HUNGAROPLAN vezető tervezőjeként végezte munkáját. 1992-ben önálló céget hozott létre, a CERUZA Bt.-t, amelynek egyik profilja az épülettervezés volt. Haláláig (2024) a cég vezető építészeként, tervezőjeként és képviselőjeként tevékenykedett. Tagja volt a Magyar Építész Kamarának és a Magyar Építőművészek Szövetségének.

## Főbb munkái
- Százhalombatta új városrész II. üteme (lakóépületek, 16 tantermes iskola)
- Mátyásföld, Centenáriumi lakótelep I. és II. üteme (lakóépületek, óvoda, bölcsőde, orvosi rendelő, üzletek)
- Veszprém, Felszabadulás úti lakótelep (lakóépületek az I. ütemben és a teljes II. ütem tervei)
- Székesfehérvár, Palotai városrész (lakóépületek, üzletek)
- Bp. XVII., Alacskai úti lakótelep 8. tömb (112 lakás, két épületben)
- A BHK III. új tervcsaládja, Káposztásmegyer
- Győr, Jókai u. sarok foghíj, épület a történeti belvárosban (20 lakás, bankfiók, mélygarázs)
- A Győri Házgyár rekonstrukciójának tervezése vezető építész tervezőként
- Ajánlati és tanulmány tervek (Sopron, Veszprém, Budapest III., Mocsárosdűlő, XIV., Révai u., Siófok, Balatonfüred)
- Csepel Műszaki Szakközépiskola tornacsarnok és rekonstrukció (kiviteli érték 350 m Ft)
- Bp. XX. Eötvös Loránd Szakközépiskola és Gimnázium új műhely-, tantermi- és tornacsarnok szárny, valamint épületrekonstrukció (kiviteli érték 400 m Ft)
- Bp. II. Csatárka úti lakópark 3. és 6. tömbje (33 és 58 lakóegység, sorházakban és társasházakban)
- Villaépületek és társasházak: A II. kerületben (Sarolta u., Aszú u., Lepke u.), a III. kerületben (Testvérhegyi lakópark, Laborc u.), a XII. kerületben (Denevér u., Sárospatak u.)

## Díjai, kitüntetései
- Diplomadíj pályázat, I. díj (1966)
- Wien-Süd városrész nemzetközi tervpályázat Károlyi Istvánnal, megvétel (1971)
- Építőipar kiváló dolgozója (1974)
- Ybl Miklós-díj Füzesséry Zoltánnal (1986)[2]